# Гурьянов, Геннадий Георгиевич
Генна́дий Гео́ргиевич Гурья́нов (род. 1950, Комсомольск-на-Амуре, СССР) — глава города Мурманска в 2003—2004 годах.

## Биография
Гурьянов Геннадий Георгиевич родился в 1950 году в Комсомольске-на-Амуре Хабаровского края. Окончил заочно Ленинградский институт инженеров железнодорожного транспорта. После чего отслужил в Советской армии в 1972-1974 годах. Затем приехал в Апатиты, где работал каменщиком и обжигальщиком. В 1987 году стал заместителем председателя исполкома Апатитского городского Совета народных депутатов, а в 1990-1991 годах был председателем Апатитов. В 1992-1994 года первый заместитель главы администрации города Мурманска Олега Найдёнова. Занимал пост главы города Апатиты. С октября 1996 года заместитель губернатора Мурманской области. 7 сентября 2003 года, после смерти Найдёнова, Геннадий Георгиевич был избран мэром города, получив на выборах 55 %. Однако уже через месяц из-за инсульта он оказался недееспособен. Через год он сложил полномочия и осенью 2004 года прошли досрочные выборы, по результатам которых новым мэром был избран Михаил Савченко.